# Dianthidium discophorum
Dianthidium discophorum là một loài Hymenoptera trong họ Megachilidae. Loài này được Griswold & Michener mô tả khoa học năm 1988.